# Huntingdon (Pennsylvania)
Huntingdon è un comune (borough) degli Stati Uniti d'America, situato nello stato della Pennsylvania, nella contea di Huntingdon, della quale è il capoluogo.